# Chris Pine
Christopher Whitelaw „Chris” Pine (Los Angeles, Kalifornia, 1980. augusztus 26. –) amerikai színész. 
Legismertebb szerepe James T. Kirk kapitány a Star Trek (2009), a Sötétségben – Star Trek (2013) és a Star Trek: Mindenen túl (2016) című Star Trek-filmekben. Steve Trevort alakította a Wonder Woman (2017) és a Wonder Woman 1984 (2020) című szuperhősfilmekben.

## Fiatalkora
1980. augusztus 26-án született Los Angelesben. Apja Robert Pine színész, anyja, Gwynne Gilford pszichoterapeuta. Van egy nővére, Katherine. Anyai nagyanyja Anne Gwynne színésznő. Anyai nagyapja, Max M. Gilford orosz zsidó származású ügyvéd volt. Nagybácsija Greg Max Gilford.
Az Oakwood Schoolban tanult, majd 2002-ben diplomázott a kaliforniai Berkeley Egyetemen.  Eleinte tartott attól, nehezen fog beilleszkedni és barátkozni. Mivel nem érdekelte, hogy valamelyik egyetemi diákszövetség tagja legyen, így a színházhoz csatlakozott.
Egy évig cserediák volt a University of Leeds-en. Diploma után ellátogatott a Williamstown Theatre Festival-ra, és az American Conservatory Theater tanulója volt.

## Magánélete
Elmondása szerint nem vallásos, hanem "talán agnosztikus".
2018-tól 2022-ig Annabelle Wallis brit színésznővel járt.

## Filmográfia

### Film
| Év   | Magyar cím                                      | Eredeti cím                              | Szerep                           | Magyar hang     | Rendező              |
| ---- | ----------------------------------------------- | ---------------------------------------- | -------------------------------- | --------------- | -------------------- |
| 2004 | Neveletlen hercegnő 2. – Eljegyzés a kastélyban | The Princess Diaries 2: Royal Engagement | Nicholas Devereaux               | Miller Zoltán   | Garry Marshall       |
| 2005 | Halálos titkok                                  | Confession                               | Luther Scott                     | Hamvas Dániel   | Jonathan Meyers      |
| 2006 | Cserebere szerencse                             | Just my luck                             | Jake Hardin                      | Markovics Tamás | Donald Petrie        |
| 2006 | Cserebere szerencse                             | Just my luck                             | Jake Hardin                      | Bozsó Péter     | Donald Petrie        |
| 2006 | Vakrandi                                        | Blind Dating                             | Danny Valdessecchi               | Előd Álmos      | James Keach          |
| 2006 | Füstölgő ászok                                  | Smokin' Aces                             | Darwin Tremor                    | Dolmány Attila  | Joe Carnahan (1.)    |
| 2008 | Borban az igazság                               | Bottle Shock                             | Bo Barrett                       | Hamvas Dániel   | Randall Miller       |
| 2009 | Star Trek                                       | Star Trek                                | James T. Kirk                    | Zámbori Soma    | J. J. Abrams (1.)    |
| 2009 | Víruscsapda                                     | Carriers                                 | Brian Green                      | Dolmány Attila  | Àlex és David Pastor |
| 2010 |                                                 | Small Town Saturday Night                | Rhett Ryan                       |                 | Ryan Craig           |
| 2010 |                                                 | Quantum Quest: A Cassini Space Odyssey   | Dave (hangja)                    |                 | Daniel St. Pierre    |
| 2010 | Harry Kloor                                     | Quantum Quest: A Cassini Space Odyssey   | Dave (hangja)                    |                 |                      |
| 2010 | Száguldó bomba                                  | Unstoppable                              | Will Colson                      | Zámbori Soma    | Tony Scott           |
| 2012 | Celeste és Jesse mindörökre                     | Celeste and Jesse Forever                | Rory Shenandoah (cameo)          |                 | Lee Toland Krieger   |
| 2012 | Hétköznapi emberek                              | People like Us                           | Sam Harper                       | Viczián Ottó    | Alex Kurtzman        |
| 2012 | Hétköznapi emberek                              | People like Us                           | Sam Harper                       | Szabó Máté      | Alex Kurtzman        |
| 2012 | Kémes hármas                                    | This Means War                           | Franklin Foster                  | Zámbori Soma    | McG                  |
| 2012 | Az öt legenda                                   | Rise of the Guardians                    | Dér Jankó (hangja)               | Fehér Tibor     | Peter Ramsey         |
| 2013 | Star Trek – Sötétségben                         | Star Trek Into Darkness                  | James T. Kirk                    | Zámbori Soma    | J. J. Abrams (2.)    |
| 2014 | Jack Ryan: Árnyékügynök                         | Jack Ryan: Shadow Recruit                | Jack Ryan                        | Zámbori Soma    | Kenneth Branagh      |
| 2014 | Felnyomva                                       | Stretch                                  | Roger Karos (cameo)              | Zámbori Soma    | Joe Carnahan (2.)    |
| 2014 | Förtelmes főnökök 2.                            | Horrible Bosses 2                        | Rex Hanson                       | Bozsó Péter     | Sean Anders          |
| 2014 | Vadregény                                       | Into the Woods                           | Hamupipőke hercege               | Posta Victor    | Rob Marshall         |
| 2014 | Vadregény                                       | Into the Woods                           | Hamupipőke hercege               | Makranczi Zalán | Rob Marshall         |
| 2015 | Z, mint Zakariás                                | Z for Zachariah                          | Caleb                            |                 | Craig Zobel          |
| 2016 | Viharlovagok                                    | The Finest Hours                         | Bernie Webber                    | Miller Zoltán   | Craig Gillespie      |
| 2016 | A préri urai                                    | Hell or High water                       | Toby Howard                      | Szatory Dávid   | David Mackenzie (1.) |
| 2016 | Star Trek: Mindenen túl                         | Star Trek Beyond                         | James T. Kirk                    | Zámbori Soma    | Justin Lin           |
| 2017 | Wonder Woman                                    | Wonder Woman                             | Steve Trevor                     | Zámbori Soma    | Patty Jenkins (1.)   |
| 2018 | Időcsavar                                       | A Wrinkle in Time                        | Dr. Alexander Murry              | Szatory Dávid   | Ava DuVernay         |
| 2018 | Törvényen kívüli király                         | Outlaw King                              | I. Róbert király                 |                 | David Mackenzie (2.) |
| 2018 | Pókember: Irány a Pókverzum!                    | Spider-Man: Into the Spider-Verse        | Peter Parker / Pókember (hangja) | Miller Zoltán   | Bob Persichetti      |
| 2018 | Pókember: Irány a Pókverzum!                    | Spider-Man: Into the Spider-Verse        | Peter Parker / Pókember (hangja) | Miller Zoltán   | Peter Ramsey (2.)    |
| 2018 | Pókember: Irány a Pókverzum!                    | Spider-Man: Into the Spider-Verse        | Peter Parker / Pókember (hangja) | Miller Zoltán   | Rodney Rothman       |
| 2020 | Wonder Woman 1984                               | Wonder Woman 1984                        | Steve Trevor                     | Zámbori Soma    | Patty Jenkins (2.)   |
| 2022 | A bérkatona                                     | The Contractor                           | James Harper                     | Zámbori Soma    | Tarik Saleh          |
| 2022 | A múlt pengéi                                   | All the Old Knives                       | Henry Pelham                     | Zámbori Soma    | Janus Metz Pedersen  |
| 2022 |                                                 | Doula                                    | doktor                           |                 | Cheryl Nichols       |
| 2022 | Nincs baj, drágám                               | Don't Worry Darling                      | Frank                            | Zámbori Soma    | Olivia Wilde         |
| 2023 | Dungeons & Dragons: Betyárbecsület              | Dungeons & Dragons: Honor Among Thieves  | Edgin Darvis                     | Zámbori Soma    | Jonathan Goldstein   |
| 2023 | Dungeons & Dragons: Betyárbecsület              | Dungeons & Dragons: Honor Among Thieves  | Edgin Darvis                     | Zámbori Soma    | John Francis Daley   |
| 2023 |                                                 | Poolman                                  | Darren Barrenman                 |                 | Chris Pine           |
| 2023 | Kívánság                                        | Wish                                     | Magnifico király (hangja)        | Szabó Máté      | Chris Buck           |
| 2023 | Kívánság                                        | Wish                                     | Magnifico király (hangja)        | Szabó Máté      | Fawn Veerasunthorn   |

### Televízió
| Év        | Magyar cím                        | Eredeti cím                                | Szerep                                                | Megjegyzések                                             |
| --------- | --------------------------------- | ------------------------------------------ | ----------------------------------------------------- | -------------------------------------------------------- |
| 2003      | Vészhelyzet                       | ER                                         | Levine                                                | 1 epizód                                                 |
| 2003      | Őrangyal                          | The Guardian                               | Lonnie Grandy                                         | 1 epizód                                                 |
| 2003      | CSI: Miami helyszínelők           | CSI: Miami                                 | Tommy Chandler                                        | 1 epizód                                                 |
| 2004      |                                   | American Dreams                            | Joey Tremain                                          | 1 epizód                                                 |
| 2005      | Sírhant művek                     | Six Feet Under                             | Sam Hoviak fiatalon                                   | 1 epizód                                                 |
| 2006      | Ki voltál, lányom?                | Surrender, Dorothy                         | Shawn Best                                            | - tévéfilm - magyar hangja: - Fekete Zoltán - Szabó Máté |
| 2009–2017 | Saturday Night Live               | Saturday Night Live                        | önmaga / házigazda                                    | 2 epizód                                                 |
| 2014–2020 | Robotcsirke                       | Robot Chicken                              | Jake kapitány / Norman Bates / James T. Kirk (hangja) | 3 epizód                                                 |
| 2015      |                                   | Wet Hot American Summer: First Day of Camp | Eric                                                  | 5 epizód                                                 |
| 2015–2018 |                                   | SuperMansion                               | Dr. Devizo / Robo-Dino (hangja)                       | 24 epizód                                                |
| 2017      | Angie Tribeca – A törvény nemében | Angie Tribeca                              | Dr. Thomas Hornbein                                   | 3 epizód                                                 |
| 2017      |                                   | Breakthrough                               | narrátor                                              | 1 epizód                                                 |
| 2017      |                                   | Wet Hot American Summer: Ten Years Later   | Eric                                                  | 4 epizód                                                 |
| 2019      | Én vagyok az éjszaka              | I Am the Night                             | Jay Singletary                                        | - minisorozat (6 epizód) - vezető producer               |
| 2019      | Amerikai fater                    | American Dad!                              | Alistair Covax (hangja)                               | 1 epizód                                                 |
| 2020      |                                   | Home Movie: The Princess Bride             | Westley                                               | 1 epizód                                                 |

## Fordítás
- Ez a szócikk részben vagy egészben  a   Chris Pine című angol Wikipédia-szócikk fordításán alapul.  Az eredeti cikk szerkesztőit annak laptörténete sorolja fel. Ez a jelzés csupán a megfogalmazás eredetét és a szerzői jogokat jelzi, nem szolgál a cikkben szereplő információk forrásmegjelöléseként.